# Pomnik Karla Marksa w Moskwie
Pomnik Karla Marksa w Moskwie (ros. Памятник Карлу Марксу в Москве) – pomnik odsłonięty w 1961 roku na placu Teatralnym w Moskwie na cześć niemieckiego filozofa, ekonomisty i działacza rewolucyjnego Karla Marksa. 

## Historia
Pierwsze plany i zorganizowany konkurs na projekt pomnika pojawił się już w 1920 roku w czasie rządów Włodzimierza Lenina, jednak nie zostały one ostatecznie zrealizowane. Kolejny konkurs mający na celu wyłonienie zwycięskiego projektu pomnika nastąpił dopiero w 1957 roku, w czasie gdy przywódcą ZSRR był Nikita Chruszczow, ostatecznie zwycięski projekt przypadł zespołowi rzeźbiarzy pod kierownictwem Lwa Kerbela.

## Opis
Pomnik Marksa składa się z olbrzymiego 160 tonowego bloku z szarego granitu, który wydobyto w okolicach miasta Dniepropetrowsk w Związku Radzieckim (obecnie Dniepr, Ukraina). W górnej części bloku wyrzeźbiono postać Karla Marksa, a kamień ozdobiono napisem: Proletariusze wszystkich krajów, łączcie się!, pochodzącym ze słynnego Manifestu komunistycznego napisanego przez Karla Marksa i Fryderyka Engelsa. Uroczyste odsłonięcie pomnika odbyło się w dniu 29 października 1961 roku, w czasie XXII Zjazdu Komunistycznej Partii Związku Radzieckiego w obecności kierownictwa partii, delegatów, oraz gości partii komunistycznych z innych krajów.